# Jovica Simanić
Jovica Simanić (* 8. August 1965 in Lazarevo, SFR Jugoslawien, Spitzname Jovo) ist ein ehemaliger serbischer Fußballspieler und heutiger -trainer.
Der Defensivspieler spielte unter anderem für FK Proleter Zrenjanin, den VfB Stuttgart, Benfica Lissabon, Boavista Porto und AD Ovarense.
Am 30. September 1992 kam Simanić in der UEFA Champions League zu seinem einzigen Spiel für die Profimannschaft des VfB Stuttgart, als er im Rückspiel der ersten Runde gegen Leeds United in der 83. Minute von VfB-Meistertrainer Christoph Daum für Maurizio Gaudino eingewechselt wurde. Diese Einwechslung hatte für den VfB schwerwiegende Folgen, da mit Eyjólfur Sverrisson, Slobodan Dubajić und Adrian Knup bereits drei ausländische Spieler in diesem Spiel eingesetzt wurden und der Einsatz von mehr Ausländern nicht erlaubt war. Obwohl der VfB sportlich weitergekommen war, kam es zu einem Wiederholungsspiel auf neutralem Platz in Barcelona, in dem der VfB mit 1:2 unterlag und ausschied.